# قلعة دختر (قم)
قلعة دختر (بالفارسية: قلعه دختر) هي قلعة تاريخية تعود إلى عصر ساسانيون، وتقع في مقاطعة قم.